# BH (шаблонизатор)
BH (BEM HTML) — компилирующий обработчик декларативных шаблонов для JS.
BH позволяет видоизменять узлы DOM-дерева аналогично тому, как это делает CSS — в декларативной форме.

## Пример
Имея декларацию на JS:
```
bh
.
match
(
'button'
,
 
function
(
ctx
)
 
{

    
ctx
.
tag
(
'button'
);

});

bh
.
match
(
'button_legacy'
,
 
function
(
ctx
,
 
json
)
 
{

    
ctx
.
tag
(
'input'
);

    
ctx
.
attr
(
'type'
,
 
'button'
);

    
ctx
.
attr
(
'value'
,
 
json
.
content
);

});

bh
.
match
(
'button_submit'
,
 
function
(
ctx
,
 
json
)
 
{

    
ctx
.
tag
(
'input'
);

    
ctx
.
attr
(
'type'
,
 
'submit'
);

    
ctx
.
attr
(
'value'
,
 
json
.
content
);

});

```

Или аналогичную декларацию в синтаксисе PHP:
```
$bh
->
match
(
'button'
,
 
function
(
$ctx
)
 
{

    
$ctx
->
tag
(
'button'
);

});

$bh
->
match
(
'button_legacy'
,
 
function
(
$ctx
,
 
$json
)
 
{

    
$ctx
->
tag
(
'input'
);

    
$ctx
->
attr
(
'type'
,
 
'button'
);

    
$ctx
->
attr
(
'value'
,
 
$json
->
content
);

});

$bh
->
match
(
'button_submit'
,
 
function
(
$ctx
,
 
$json
)
 
{

    
$ctx
->
tag
(
'input'
);

    
$ctx
->
attr
(
'type'
,
 
'submit'
);

    
$ctx
->
attr
(
'value'
,
 
$json
->
content
);

});

```

И входные данные:
```
[
 
{
 
"block"
 
:
 
"button"
,

    
"content"
 
:
 
"Просто кнопка"
 
},

  
{
 
"block"
 
:
 
"button"
,

    
"mods"
 
:
 
{
 
"submit"
:
 
true
 
},

    
"content"
 
:
 
"Кнопка отправить"
 
},

  
{
 
"block"
 
:
 
"button"
,

    
"mods"
 
:
 
{
 
"legacy"
:
 
true
 
},

    
"content"
 
:
 
"Кнопка по старому стилю"
 
},

  
{
 
"block"
 
:
 
"button"
,

    
"mods"
 
:
 
{
 
"legacy"
:
 
true
,
 
"submit"
:
 
true
 
},

    
"content"
 
:
 
"Кнопка отправить по старому стилю"
 
}
 
]

```

Получим результат:
```
<
button
 
class
=
"button"
>
Просто кнопка
</
button
>

<
input
 
class
=
"button button_submit"
 
type
=
"submit"
 
value
=
"Кнопка отправить"
/>

<
input
 
class
=
"button button_legacy"
 
type
=
"button"
 
value
=
"Кнопка по старому стилю"
/>

<
input
 
class
=
"button button_legacy button_submit"
 
type
=
"submit"
 
value
=
"Кнопка отправить по старому стилю"
/>

```

## Реализации
Официальные реализации BH написаны на JavaScript и PHP.